# Melos (muziek)
In de muziektheorie is het melos de opvolging van tonen in een melodie, los van de ritmische structuur. Men kan ook zeggen dat het melos bepaald wordt door de opeenvolgende intervallen van een melodie. Melos en ritme vormen in combinatie met elkaar dus de melodie.

## Aspecten
Het melos kent de volgende muzikale aspecten:
- Tonaliteit
- Toonhoogte
- Ligging van de tonica of finalis ten opzichte van het toonmateriaal van de melodie
- Intervalverloop
- Kleur, timbre, tessituur
- Versieringen
- Articulatie
- Dynamiek
- Structuur

## Studie
In de muziekanalyse is bestudering van het melos een belangrijk aspect van het onderzoek. Aan de hand van het melos worden bijvoorbeeld databanken aangelegd (bijvoorbeeld middels de Parsons code), met behulp waarvan men melodieën kan vergelijken of opzoeken. Het bestuderen van het melos kan ook door musici worden gedaan, om met meer intervalbewustzijn een muziekwerk te kunnen vertolken.

## Typen
Het melos geeft weer hoe de richting van een melodie omhoog of omlaag tendeert.
De muziektheoreticus Bruno Nettl beschrijft diverse typen van melos ofwel 'contouren', zoals:
- Stijgend melos
- Dalend melos
- Golvend melos: evenveel beweging omhoog als omlaag
- Slingerend melos: extreme golfbeweging over grote intervallen
- Plateau- of terras- of trapsgewijs melos: een aantal stijgende of dalende motieven waarbij elke set ofwel op dezelfde ofwel op een hogere of lagere toonhoogte begint dan waar de vorige eindigde
- Boogvormig melos: een aanvankelijke stijging gevolgd door een daling, of omgekeerd